# IC 819
IC 819 est une vaste galaxie lenticulaire située dans la constellation de la Chevelure de Bérénice. IC 819 est l'une des galaxies de la paire de galaxies de NGC 4676 (les galaxies des Souris) qui a été découverte par l'astronome germano-britannique William Herschel en 1785. L'autre galaxie est IC 820.  NGC 4676 a aussi été observée par l'astronome autrichien Rudolf Ferdinand Spitaler le 20 mars 1892 et chacune des galaxies de la paire a ainsi été inscrite à l'Index Catalogue sous les désignations IC 819 et IC 820.

## Description
Sa vitesse par rapport au fond diffus cosmologique est de 6 821 ± 19 km/s, ce qui correspond à une distance de Hubble de 100,6 ± 7,1 Mpc (∼328 millions d'al).
IC 819 présente une large raie HI et c'est une galaxie active (AGN).

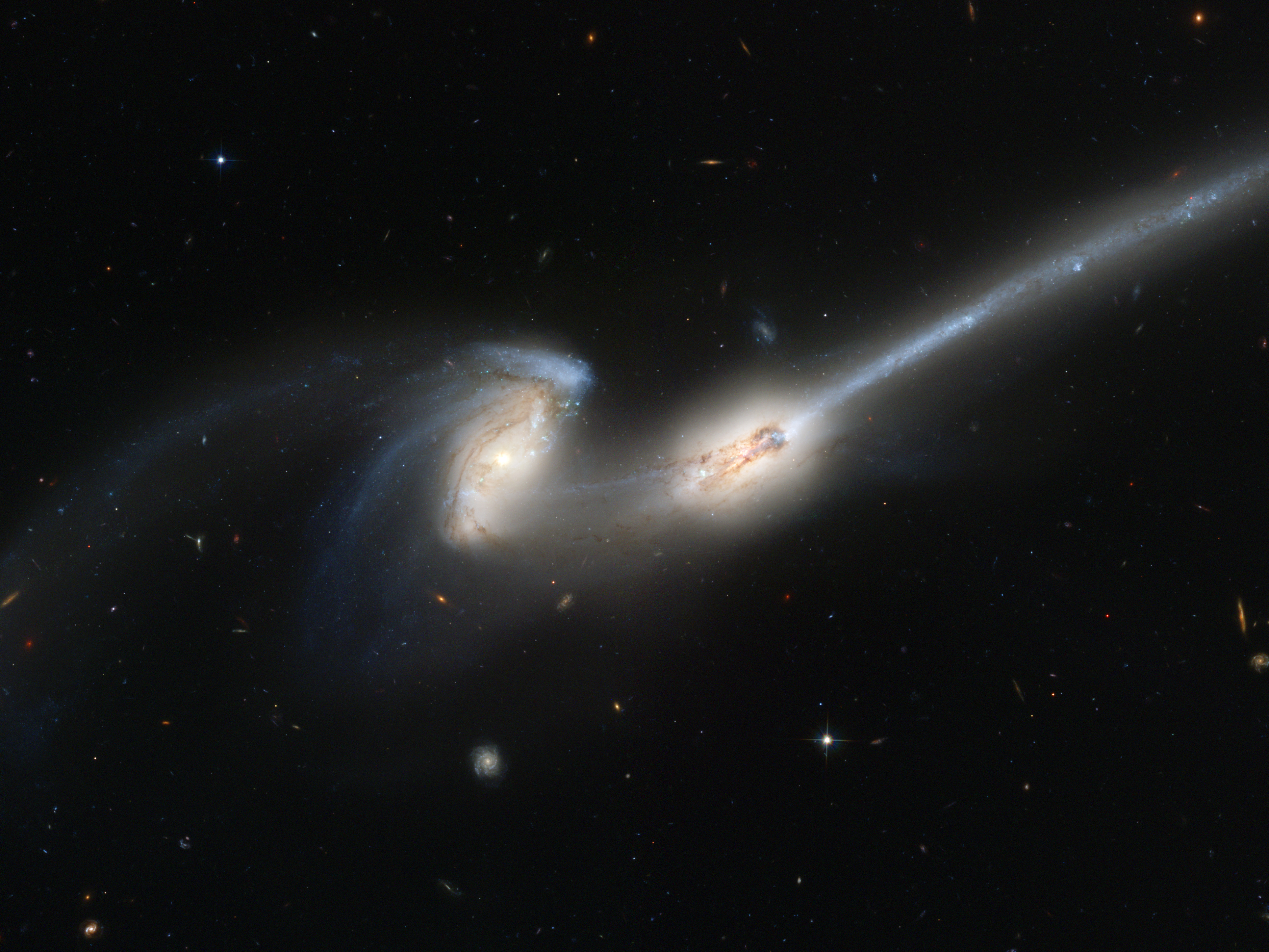
NGC 4636 par le télescope spatial Hubble. Voir l'article NGC 4676 pour une description de cette image.